# En vivo: juntos por última vez
Vicente y Alejandro Fernández (en vivo) (juntos por última vez) es el tercer álbum en vivo del cantante mexicano Alejandro Fernández. Grabado en vivo en un concierto con su padre Vicente Fernández en la Ciudad de México que llega a la conclusión de su extensa gira que los llevó a través del Centro y América del Sur, el concierto final que duró más de 5 horas fue en el Foro Sol presentado ante más de 60.000 personas.

## Información sobre el álbum
Este álbum es totalmente en vivo de los grandes intérpretes de la música mexicana Alejandro Fernández y Vicente Fernández cantando de forma individual sus canciones y cantando a dúo como padres e hijos.
Fue grabado durante sus presentaciones, contiene el inédito "Mátalas" de Alejandro Fernández que había grabado en el álbum Niña amada mía del intérprete y el único sencillo del álbum en vivo es "Amor de los Dos" cantado a dúo con Alejandro Fernández y Vicente Fernández.
Este álbum ganó un Premio Grammy Latino en el 2004 en la categoría Mejor Álbum Ranchero[cita requerida].

## Lista de canciones

### Disco 1
1. Donde vas tan sola (Manuel Monterrosas) - 3:19
2. Loco / Si he sabido amor (Jorge Massias / Humberto Estrada) - 3:46
3. Nube viajera (Jorge Massias) - 3:52
4. Cascos ligeros (Manuel Eduardo Castro) - 2:31
5. Que digan misa (Manuel Eduardo Castro) - 2:32
6. A pesar de todo (Augusto Algueró, Antonio Guijarro) - 5:12
7. Una noche como esta (Manuel Eduardo Castro) - 3:13
8. Si acaso vuelves (Homero Aguilar, Rosendo Montiel) - 3:19
9. La tienda (Manuel Eduardo Toscano) - 3:17
10. Lastima que seas ajena (Jorge Massias) - 4:19
11. Acá entre nos (Martín Urieta) - 4:06
12. Bohemio de afición (Martín Urieta) - 3:26
13. Amor de los dos (Dueto) (Gilberto Parra) - 3:31

### Disco 2
1. Que seas muy feliz (Manuel Monterrosas) - 3:23
2. Es la mujer (Alberto Chávez) - 3:31
3. No (Armando Manzanero) - 3:21
4. Abrázame (Rafael Ferro García, Julio Iglesias) - 4:05
5. Matalas (Manuel Eduardo Toscano) - 3:01
6. Como quien pierde una estrella (Humberto Estrada) - 6:29
7. Golondrina sin nido (Dueto) (Víctor Cordero) - 4:41
8. De que manera te olvido (Federico Méndez) - 2:50
9. De un rancho a otro (Chucho Nila) - 2:32
10. Las llaves de mi alma (Vicente Fernández) - 3:02
11. Mujeres divinas (Martín Urieta) - 3:23
12. El ayudante (Manuel Eduardo Toscano) - 3:01
13. Me voy a quitar de en medio (Manuel Monterrosas) - 3:00
14. Perdón (Dueto) (Pedro Flores) - 3:55
15. Cuando yo quería ser grande (Manuel Monterrosas) - 3:41
16. Mi vejez (Martín Urieta) - 4:37
17. Volver volver (Dueto) (Fernando Z. Maldonado) - 3:43
18. Las golondrinas (D.A.R.) - 1:24

## Lista de posiciones

### Álbum
| Año  | Listas                                    | Posición | Semanas en la lista |
| ---- | ----------------------------------------- | -------- | ------------------- |
| 2003 | Billboard Regional Mexican Albums         | 1        | 23                  |
| 2003 | Billboard Top Latin Albums                | 4        | 53                  |
| 2003 | Billboard The Billboard 200               | 196      | 1                   |
| 2003 | Billboard Top Heatseekers                 | 7        | 19                  |
| 2003 | Billboard Top Heatseekers (Mountain)      | 6        | 10                  |
| 2003 | Billboard Top Heatseekers (Pacific)       | 1        | 14                  |
| 2003 | Billboard Top Heatseekers (South Central) | 2        | 15                  |

### Sencillos
| Año  | Listas                                   | Canción                 | Posición | Semanas en la lista |
| ---- | ---------------------------------------- | ----------------------- | -------- | ------------------- |
| 2003 | Billboard Hot Latin Songs                | Amor De Los Dos (Dueto) | 23       | 8                   |
| 2003 | Billboard Latin Regional Mexican Airplay | Amor De Los Dos (Dueto) | 7        | 11                  |